# 鮫駅
鮫駅（さめえき）は、青森県八戸市大字鮫町字日二子石にある、東日本旅客鉄道（JR東日本）八戸線の駅である。国の天然記念物である蕪島への最寄駅。青森県最東端の有人駅でもある。

## 歴史
- 1924年（大正13年）11月10日：鉄道省の駅として開業[2]。
- 1929年（昭和4年）1月6日：未明に駅構内売店より出火し、駅全焼[3]。
- 1968年（昭和43年）10月：東京市場駅との間を結ぶ貨物列車、東鱗1号の荷受けを開始[4]。
- 1984年（昭和59年）2月1日：車扱貨物の取り扱いを廃止[5]。
- 1985年（昭和60年）3月14日：チッキの取り扱いを廃止[5]。
- 1987年（昭和62年）4月1日：国鉄分割民営化により、JR東日本の駅となる[5]。
- 2005年（平成17年）12月10日：八戸線のCTC化により、運転扱いと駅長・助役配置を廃止。本八戸駅管理下（在勤駅員配置）となる。
- 2006年（平成18年）5月11日：キヨスクが閉店。
- 2009年（平成21年）4月1日：業務委託化。
- 2015年（平成27年）12月1日：本八戸駅の業務委託化による駅長・助役配置廃止に伴い、八戸駅長管理下となる。
- 2024年（令和6年）10月1日：えきねっとQチケのサービスを開始[1][6]。

## 駅構造

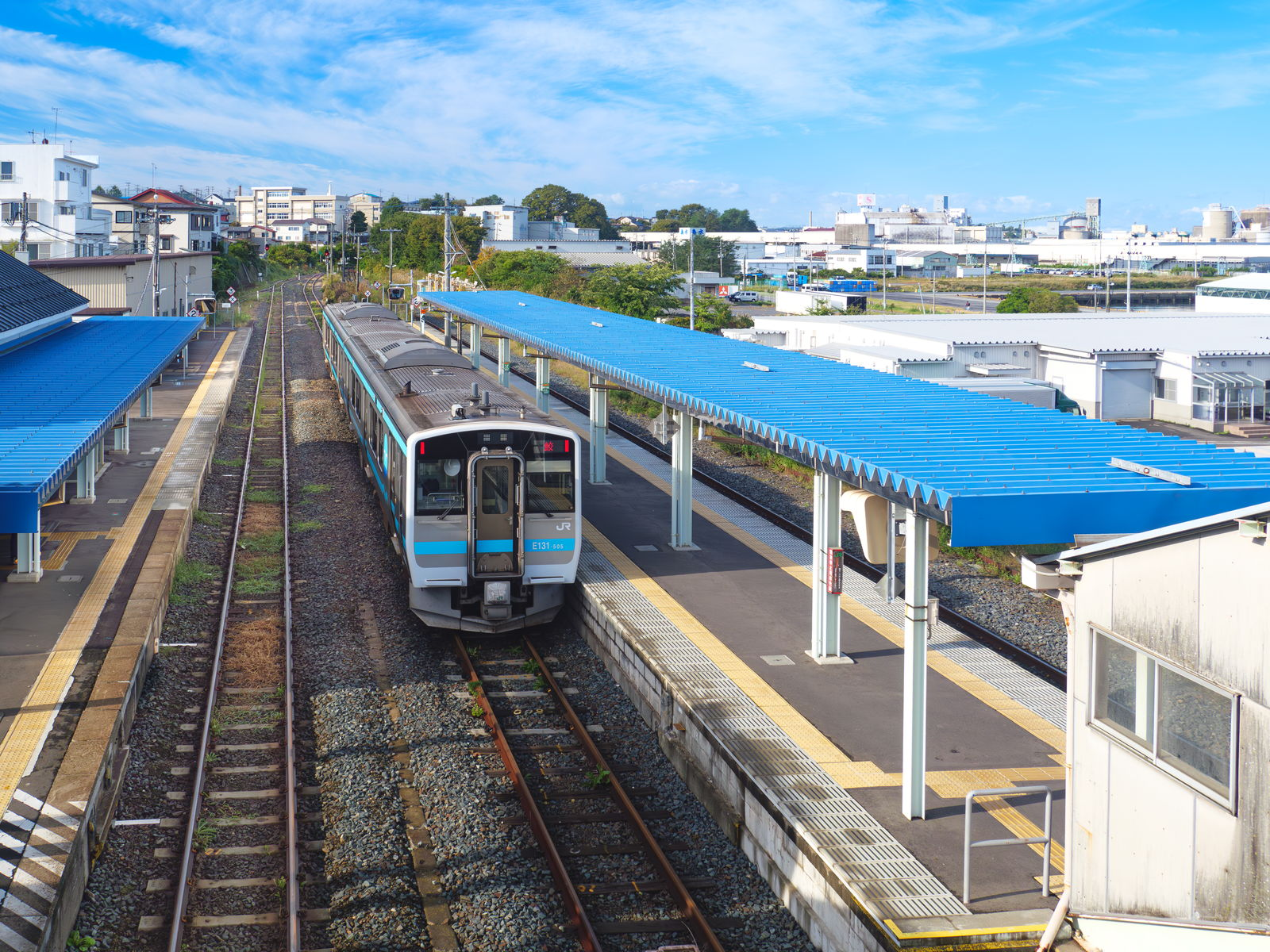
跨線橋からホームを見る
（2024年9月）

単式ホーム1面1線と島式ホーム1面2線、計2面3線のホームを有する地上駅になっている。互いのホームは跨線橋で連絡している。木造駅舎を有する。
当駅は八戸市街地の端となっており、八戸駅からの列車の多くが当駅で折り返す（2番線ホームを使用）。
八戸駅管理の業務委託駅（JR東日本東北総合サービス委託）である。単式ホームに接する駅舎には、みどりの窓口と自動券売機がある。また、駅スタンプが設置されている。

### のりば
| 番線 | 路線    | 方向 | 行先     |
| ---- | ------- | ---- | -------- |
| 1・2 | ■八戸線 | 上り | 八戸方面 |
| 3    | ■八戸線 | 下り | 久慈方面 |

## 利用状況
JR東日本によると、2023年度（令和5年度）の1日平均乗車人員は247人である。
2000年度（平成12年度）以降の推移は以下のとおりである。
| 1日平均乗車人員推移 | 1日平均乗車人員推移 | 1日平均乗車人員推移 | 1日平均乗車人員推移 | 1日平均乗車人員推移 |
| 年度                | 定期外              | 定期                | 合計                | 出典                |
| ------------------- | ------------------- | ------------------- | ------------------- | ------------------- |
| 2000年（平成12年）  |                     |                     | 727                 | [ 利用客数 2 ]      |
| 2001年（平成13年）  |                     |                     | 691                 | [ 利用客数 3 ]      |
| 2002年（平成14年）  |                     |                     | 727                 | [ 利用客数 4 ]      |
| 2003年（平成15年）  |                     |                     | 677                 | [ 利用客数 5 ]      |
| 2004年（平成16年）  |                     |                     | 642                 | [ 利用客数 6 ]      |
| 2005年（平成17年）  |                     |                     | 563                 | [ 利用客数 7 ]      |
| 2006年（平成18年）  |                     |                     | 543                 | [ 利用客数 8 ]      |
| 2007年（平成19年）  |                     |                     | 515                 | [ 利用客数 9 ]      |
| 2008年（平成20年）  |                     |                     | 521                 | [ 利用客数 10 ]     |
| 2009年（平成21年）  |                     |                     | 509                 | [ 利用客数 11 ]     |
| 2010年（平成22年）  |                     |                     | 510                 | [ 利用客数 12 ]     |
| 2011年（平成23年）  | 非公表              | 非公表              | 非公表              |                     |
| 2012年（平成24年）  | 160                 | 212                 | 372                 | [ 利用客数 13 ]     |
| 2013年（平成25年）  | 162                 | 178                 | 340                 | [ 利用客数 14 ]     |
| 2014年（平成26年）  | 156                 | 172                 | 328                 | [ 利用客数 15 ]     |
| 2015年（平成27年）  | 154                 | 177                 | 331                 | [ 利用客数 16 ]     |
| 2016年（平成28年）  | 146                 | 180                 | 327                 | [ 利用客数 17 ]     |
| 2017年（平成29年）  | 144                 | 167                 | 311                 | [ 利用客数 18 ]     |
| 2018年（平成30年）  | 132                 | 155                 | 288                 | [ 利用客数 19 ]     |
| 2019年（令和元年）  | 129                 | 153                 | 283                 | [ 利用客数 20 ]     |
| 2020年（令和02年）  | 78                  | 142                 | 220                 | [ 利用客数 21 ]     |
| 2021年（令和03年）  | 80                  | 149                 | 230                 | [ 利用客数 22 ]     |
| 2022年（令和04年）  | 100                 | 139                 | 240                 | [ 利用客数 23 ]     |
| 2023年（令和05年）  | 114                 | 132                 | 247                 | [ 利用客数 1 ]      |

## 駅周辺

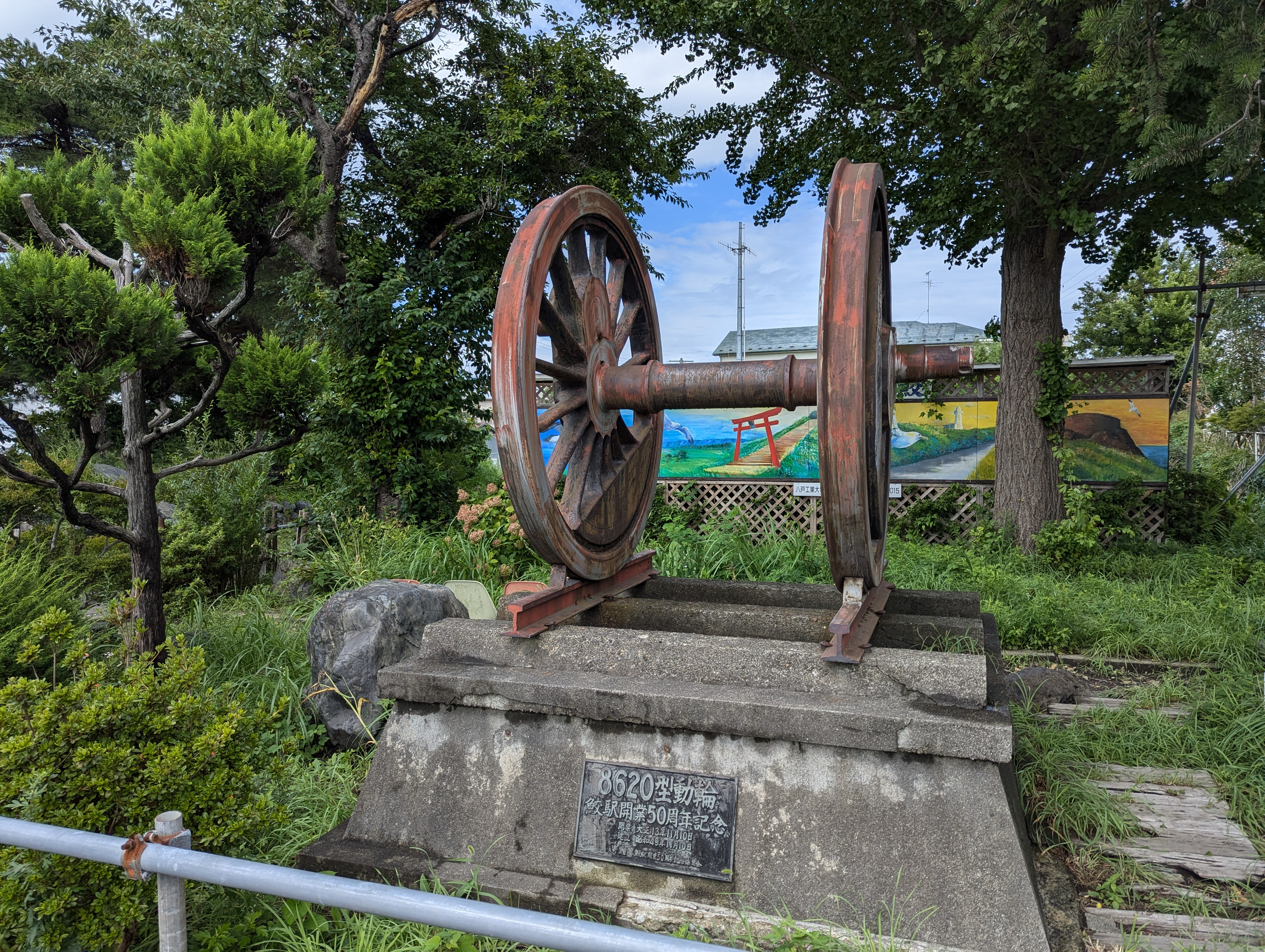
駅開業50周年記念・8620形動輪（2024年8月）

駅前には駅名にあやかってサメのモニュメントが設置されている。また、駅前にある動輪は、「鮫駅開業50周年」を記念して1974年（昭和49年）11月10日に建立された物で、実際に八戸線を走っていた8620形蒸気機関車のものである。
- 八戸警察署鮫駐在所
- 八戸鮫郵便局
- 青い森信用金庫鮫支店（旧・八戸信金店）
- 八戸港観光遊覧船乗り場
- 鮫漁港
- 青森県立八戸水産高等学校
- 種差海岸階上山県立自然公園
  - 蕪島
- 八戸市水産科学館マリエント
- 八戸市立鮫小学校
- 八戸市立鮫中学校
- 八戸市営バス「鮫」・「鮫小学校通」停留所
- マエダストア鮫店

## 隣の駅
東日本旅客鉄道（JR東日本）
■八戸線
白銀駅 - 鮫駅 - *（臨）プレイピア白浜駅 - 陸奥白浜駅
*打消線は廃駅

### 記事本文
1. 1 2 3 4  「駅の情報（鮫駅）：JR東日本」東日本旅客鉄道。2024年8月30日時点のオリジナルよりアーカイブ。2024年9月4日閲覧。
2. 1 2  曽根悟（監修） 著、朝日新聞出版分冊百科編集部 編『週刊 歴史でめぐる鉄道全路線 国鉄・JR』 21号 釜石線・山田線・岩泉線・北上線・八戸線、朝日新聞出版〈週刊朝日百科〉、2009年12月6日、26頁。
3. ↑  「停車場全焼」『東京朝日新聞』1929年1月7日、朝刊、7面。
4. ↑  「「五輪渋滞」で思い出される　築地市場を走った鮮魚貨物列車」『朝日新聞』2019年7月26日。2019年7月26日閲覧。
5. 1 2 3  石野哲（編）『停車場変遷大事典 国鉄・JR編 Ⅱ』（初版）JTB、1998年10月1日、508頁。ISBN 978-4-533-02980-6。
6. ↑  「Suicaエリア外もチケットレスで! 東北エリアから「えきねっとQチケ」がはじまります (PDF)」（プレスリリース）、東日本旅客鉄道、2024年7月11日。2024年8月18日閲覧。
7. 1 2  「JR東日本：駅構内図・バリアフリー情報（鮫駅）」東日本旅客鉄道。2024年8月20日閲覧。

### 利用状況
1. 1 2  「各駅の乗車人員 2023年度 101位以下（7）| 企業サイト：JR東日本」東日本旅客鉄道。2025年7月5日閲覧。
2. ↑  「JR東日本：各駅の乗車人員（2000年度）」東日本旅客鉄道。2025年7月5日閲覧。
3. ↑  「JR東日本：各駅の乗車人員（2001年度）」東日本旅客鉄道。2025年7月5日閲覧。
4. ↑  「JR東日本：各駅の乗車人員（2002年度）」東日本旅客鉄道。2025年7月5日閲覧。
5. ↑  「JR東日本：各駅の乗車人員（2003年度）」東日本旅客鉄道。2025年7月5日閲覧。
6. ↑  「JR東日本：各駅の乗車人員（2004年度）」東日本旅客鉄道。2025年7月5日閲覧。
7. ↑  「JR東日本：各駅の乗車人員（2005年度）」東日本旅客鉄道。2025年7月5日閲覧。
8. ↑  「JR東日本：各駅の乗車人員（2006年度）」東日本旅客鉄道。2025年7月5日閲覧。
9. ↑  「JR東日本：各駅の乗車人員（2007年度）」東日本旅客鉄道。2025年7月5日閲覧。
10. ↑  「JR東日本：各駅の乗車人員（2008年度）」東日本旅客鉄道。2025年7月5日閲覧。
11. ↑  「JR東日本：各駅の乗車人員（2009年度）」東日本旅客鉄道。2025年7月5日閲覧。
12. ↑  「JR東日本：各駅の乗車人員（2010年度）」東日本旅客鉄道。2025年7月5日閲覧。
13. ↑  「JR東日本：各駅の乗車人員（2012年度）」東日本旅客鉄道。2025年7月5日閲覧。
14. ↑  「各駅の乗車人員 2013年度 ベスト100以外（8）：JR東日本」東日本旅客鉄道。2025年7月5日閲覧。
15. ↑  「各駅の乗車人員 2014年度 ベスト100以外（7）：JR東日本」東日本旅客鉄道。2025年7月5日閲覧。
16. ↑  「各駅の乗車人員 2015年度 ベスト100以外（7）：JR東日本」東日本旅客鉄道。2025年7月5日閲覧。
17. ↑  「各駅の乗車人員 2016年度 ベスト100以外（7）：JR東日本」東日本旅客鉄道。2025年7月5日閲覧。
18. ↑  「各駅の乗車人員 2017年度 ベスト100以外（7）：JR東日本」東日本旅客鉄道。2025年7月5日閲覧。
19. ↑  「各駅の乗車人員 2018年度 ベスト100以外（7）：JR東日本」東日本旅客鉄道。2025年7月5日閲覧。
20. ↑  「各駅の乗車人員 2019年度 ベスト100以外（7）：JR東日本」東日本旅客鉄道。2025年7月5日閲覧。
21. ↑  「各駅の乗車人員 2020年度 101位以下（7）| 企業サイト：JR東日本」東日本旅客鉄道。2025年7月5日閲覧。
22. ↑  「各駅の乗車人員 2021年度 101位以下（7）| 企業サイト：JR東日本」東日本旅客鉄道。2025年7月5日閲覧。
23. ↑  「各駅の乗車人員 2022年度 101位以下（7）| 企業サイト：JR東日本」東日本旅客鉄道。2025年7月5日閲覧。